# Veliki Korinj
Veliki Korinj – wieś w Słowenii, w gminie Ivančna Gorica. W 2018 roku liczyła 35 mieszkańców.